# Geschlechterturm

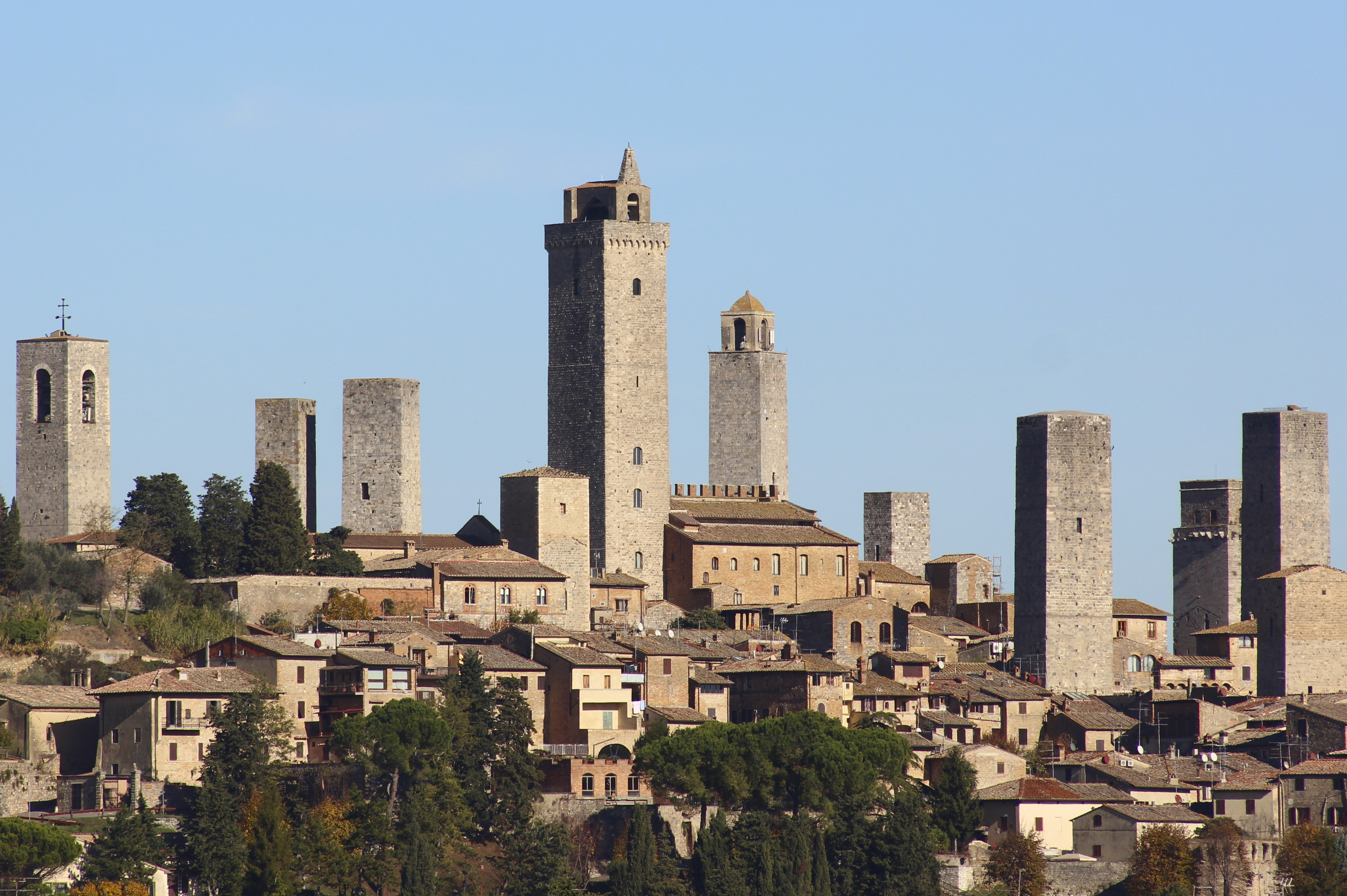
Die Geschlechtertürme in San Gimignano

Der Bau von Geschlechtertürmen ist eine im Hochmittelalter in Oberitalien entstandene Bauweise, die es reichen und einflussreichen städtischen Familien ermöglichte, beim Hausbau sowohl Wohn- als auch Verteidigungszwecke zu erfüllen. Wie auf einigen alten Stadtansichten in der Schedelschen Weltchronik zu erkennen, wurde die Turm-Bauweise am Ende des 13. Jahrhunderts nördlich der Alpen in einigen durch Handel mit Italien reich gewordenen Handelsstädten, wie Nürnberg, Konstanz, Regensburg und Reichenhall kopiert. Die Bauweise des Gebäudes als Hausturm diente aber in den Städten nördlich der Donau nicht Verteidigungszwecken, sondern hatte die Absicht, einen eindrucksvollen repräsentativen Charakter des Gebäudes zu erzeugen und diente damit der öffentlichen Darstellung von Reichtum, Bedeutung und Einfluss der Familie. In Deutschland haben sich in Regensburg einige dieser als Türme erbauten repräsentativen Gebäude erhalten, die dann als Geschlechtertürme bezeichnet wurden. Darunter sind zwei Haustürme in ursprünglicher Höhe, der Goldene Turm in der Wahlenstraße und der Baumburger Turm in der Straße Am Watmarkt.

## Geschichte

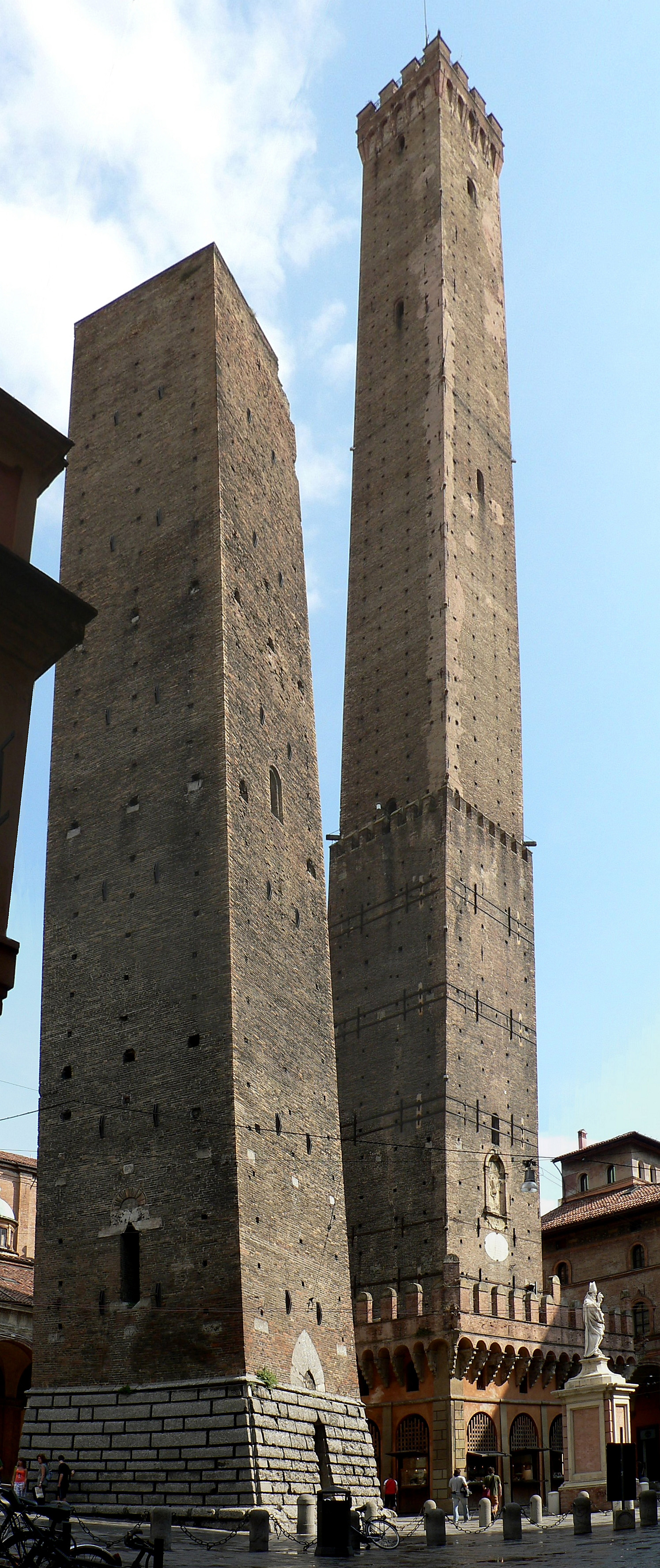
Die zwei Türme Garisenda (links) und Asinelli (rechts) in Bologna

Die Geschlechtertürme entstanden in Oberitalien seit dem 11., vor allem aber im 12. und im frühen 13. Jahrhundert, in Deutschland hingegen meist erst im späten 13. und im 14. Jahrhundert. Die italienischen Geschlechtertürme entlehnten ihre Form den zeitgleich entstandenen Bergfrieden ländlicher Burgen, waren aufgrund der fehlenden Höhenlage sowie der Enge in den Städten aber oft höher und schlanker. In den süddeutschen Handelsstädten kamen meist Elemente eines Wohnturms hinzu, wie er hier schon länger auch in Städten gebräuchlich war (so etwa um 1100 der Frankenturm in Trier). Eine Veranlassung für die Errichtung solcher Bauten war, dass im frühen Hochmittelalter Stadtmauern noch selten oder wenig effektiv waren. Erst ab dem 12. Jahrhundert begann in Städten der Bau von zuverlässigeren Befestigungsanlagen, die dann im Lauf der Jahrhunderte, mit dem Aufkommen von Feuerwaffen, noch verstärkt wurden.
Der oberitalienische Landadel, der bislang Ministerialendienst auf den Burgen oder Festen Häusern seiner Lehnsherren geleistet hatte und von Anteilen erhobener Zolleinnahmen sowie von eher bescheidenen Abgaben der Leibeigenen, Hörigen und Hintersassen gelebt hatte, fühlte sich durch den wachsenden Wohlstand der bürgerlichen Fernhändler in den Städten herausgefordert und übersiedelte seinerseits schon früh (seit dem 11. Jahrhundert) in die Städte. Dort begann man, sich ebenfalls kommerziell zu betätigen und Handelshäuser oder Bankgeschäfte aufzubauen. Fernhändler mit bürgerlicher und ritterlichen Herkunft verschmolzen bald zur Kaste der Patrizier, was auch nördlich der Alpen, etwa im Nürnberger Patriziat, und auch im Patriziat Regensburg geschah. Gleichwohl behielten die adligen Familien anfangs ihre ritterliche, fehdegewohnte Lebensweise bei und brachten zwischen 1150 und 1250 mit ihren Geschlechtertürmen die fortifikatorische Bauweise von Bergfried, Turmburg und Wohnturm und damit ihre feudalen Macht- und Statussymbole in die Enge der innerstädtischen Gassen. Bürgerliche Kaufleute und Bankiers versuchten mitzuhalten und errichteten für ihre Bedürfnisse ebenfalls ähnliche Türme.
Die Geschlechtertürme bestanden anfangs, wie die Wohntürme, oft nur aus wenigen Stockwerken, überragten aber dennoch die damals in der Regel niedrige Bebauung der Gassen. Sie dienten der Verteidigung bei Fehden gegen innerstädtische Rivalen und als Rückzugsorte bei Angriffen von außen auf die Stadt, wenn der Feind die Stadtmauern überwunden hatte und das Plündern und Brandschatzen begann.
Da die Türme nicht nur Wehrfunktion hatten, sondern auch Statussymbole waren, wurden sie oft im Laufe der Generationen aufgestockt, was in Erdbebengebieten Italiens kein geringes Wagnis war. Bei Stadtbränden boten die Türme allerdings ebenfalls einen gewissen Schutz, wobei eine größere Höhe von Vorteil war.
Die Grundfläche der Türme ist meist quadratisch, die Höhen waren unterschiedlich. Je nach Region wurden die Türme überwiegend aus Backstein oder Feldstein errichtet. Die engen Türme Italiens wurden in der Regel nur im Verteidigungsfall bezogen. Die in Friedenszeiten genutzten Häuser waren aber den Türmen unmittelbar benachbart. Im Inneren waren die Türme fortifikatorisch ausgebaut. Man gelangte in das jeweils höhere Stockwerk, das meist nur einen Raum hatte, mit Hilfe von Leitern oder Strickleitern, die bei einer Belagerung nach oben gezogen werden konnten. Es gab auch Bauten nur mit Hocheingängen. Spätere ebenerdige Zugänge entstanden nachträglich in der Neuzeit. In den oberen Stockwerken wurden Waffen (Pfeile und Bogen, Armbrüste, Steinbüchsen), Pech, Wasser und Vorräte gelagert, bei einer Fehde wohl auch die Münzreserven. Teilweise sind die Türme auch mit Pechnasen (Wehrerkern) versehen, aus denen Angreifer oder Belagerer mit heißem Öl oder Pech, kochendem Wasser, Steinen und Ähnlichem von einer Erstürmung des Turms abgehalten werden sollten. Die heute oft freistehenden Türme waren im Mittelalter eng umbaut, direkt neben ihnen befanden sich die Wohngebäude der Besitzer, Palazzi aus Stein oder bescheidenere Häuser aus Holz oder Fachwerk. Die meisten Türme in Italien sind um 1200 entstanden. Schon im Verlauf des 13. und 14. Jahrhunderts wurden viele wieder zerstört, entweder durch Schleifung nach Fehden oder wegen Baufälligkeit, Einsturzes oder städtischer Auflagen, in späterer Zeit oft auch, um Baumaterial zu gewinnen. Nach dem Mittelalter dienten die verbliebenen Türme als Lager, Wohnungen oder Geschäfte oder wurden als Kerker genutzt. Dafür wurden sie im Inneren oft umgebaut, in vielen Fällen auf Firsthöhe gekürzt und in die unteren Etagen neuer Häuser integriert. In Florenz, wo die Türme wegen der vielen innerstädtischen gewaltsamen Fehden um 1250 abgetragen werden mussten, sind bei genauem Hinsehen noch viele solcher Turmstümpfe zu erkennen, die sich in die umgebende Bebauung einfügen, sich aber aus den Fassaden hervorheben. Noch im Zweiten Weltkrieg wurden bei Bombenangriffen viele bis dahin erhaltene Türme zerstört.

## Städte mit Geschlechtertürmen

### Italienische Städte

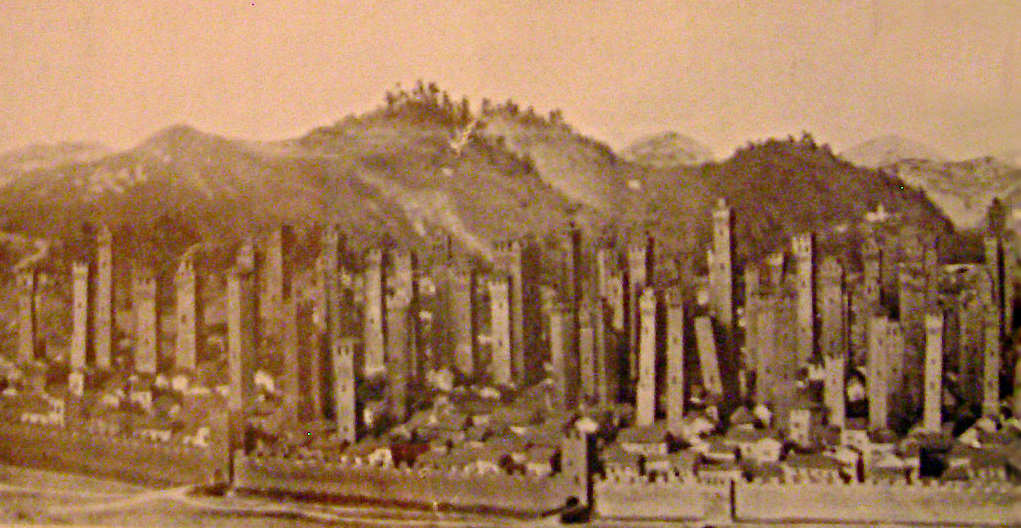
Bologna im 13. Jahrhundert mit rund 180 Geschlechtertürmen (Modell von 1917)

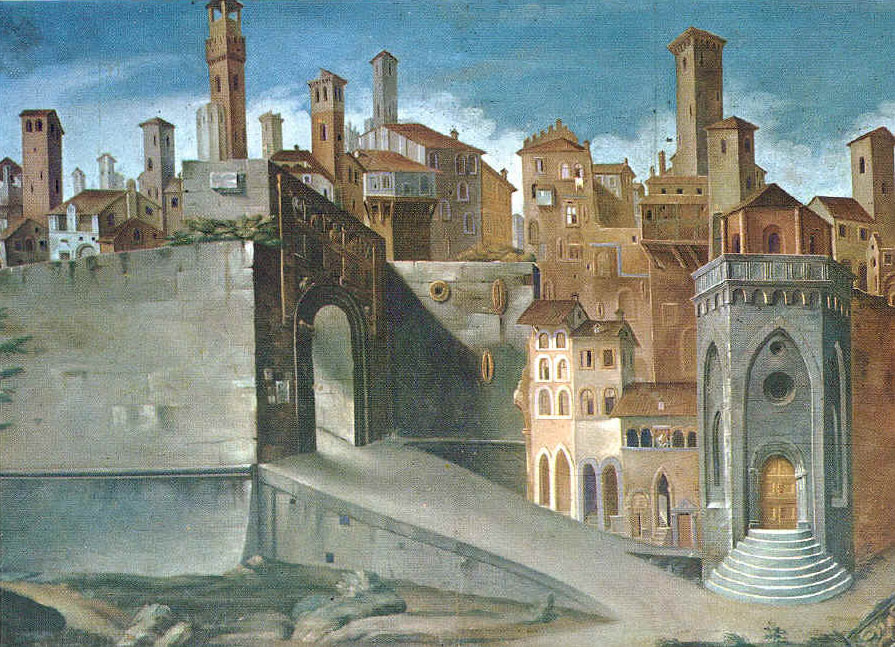
Perugia 1454 (Fresko von Benedetto Bonfigli)

Die Stadt mit den meisten in voller Höhe erhaltenen Geschlechtertürmen ist San Gimignano in der Toskana mit 15 schon von weithin sichtbaren Türmen. In Florenz gab es einmal etwa 200 Türme, die bis über 70 Meter hoch sein konnten. Instabile Konstruktionen stürzten spätestens bei Erdbeben ein. Die Stadtverwaltung sah sich bereits im Jahr 1250 gezwungen, die Höhe der Türme auf 27,5 Meter – was etwa 9 Stockwerken entspricht – zu begrenzen; was darüber lag, musste auf diese Höhe gekürzt werden. Ferner wurde den Familien auferlegt, die Türme zu bewohnen, damit sie nicht als Waffenmagazine genutzt wurden. Etwa 40 solcher Turmstümpfe sind in Florenz noch vorhanden.
In Bologna sind von ursprünglich 180 noch 20 Türme bzw. deren Stümpfe erhalten; zwei der bekanntesten sind die schiefen Due Torri (Asinelli, 97 m, und Garisenda, 48 m). In Siena sind noch etwa 15 Geschlechtertürme zu sehen, in Volterra sechs, in Pisa drei. Von den einst 250 Türmen in Lucca ist der berühmte Guinigiturm erhalten. Die 50 Türme in Perugia mussten, bis auf einen, nach einer Rebellion 1531 auf päpstliche Anordnung geschleift werden. Auch in Rom gibt es einige wenige erhaltene Geschlechtertürme, beispielsweise der Torre dei Capocci oder der der Familie Caetani. In Pavia stehen von etwa fünfzig Türmen noch drei in voller Höhe; ein vierter, die Torre Civica aus dem 11. Jahrhundert, ist 1989 eingestürzt, wobei vier Menschen starben.Ref?

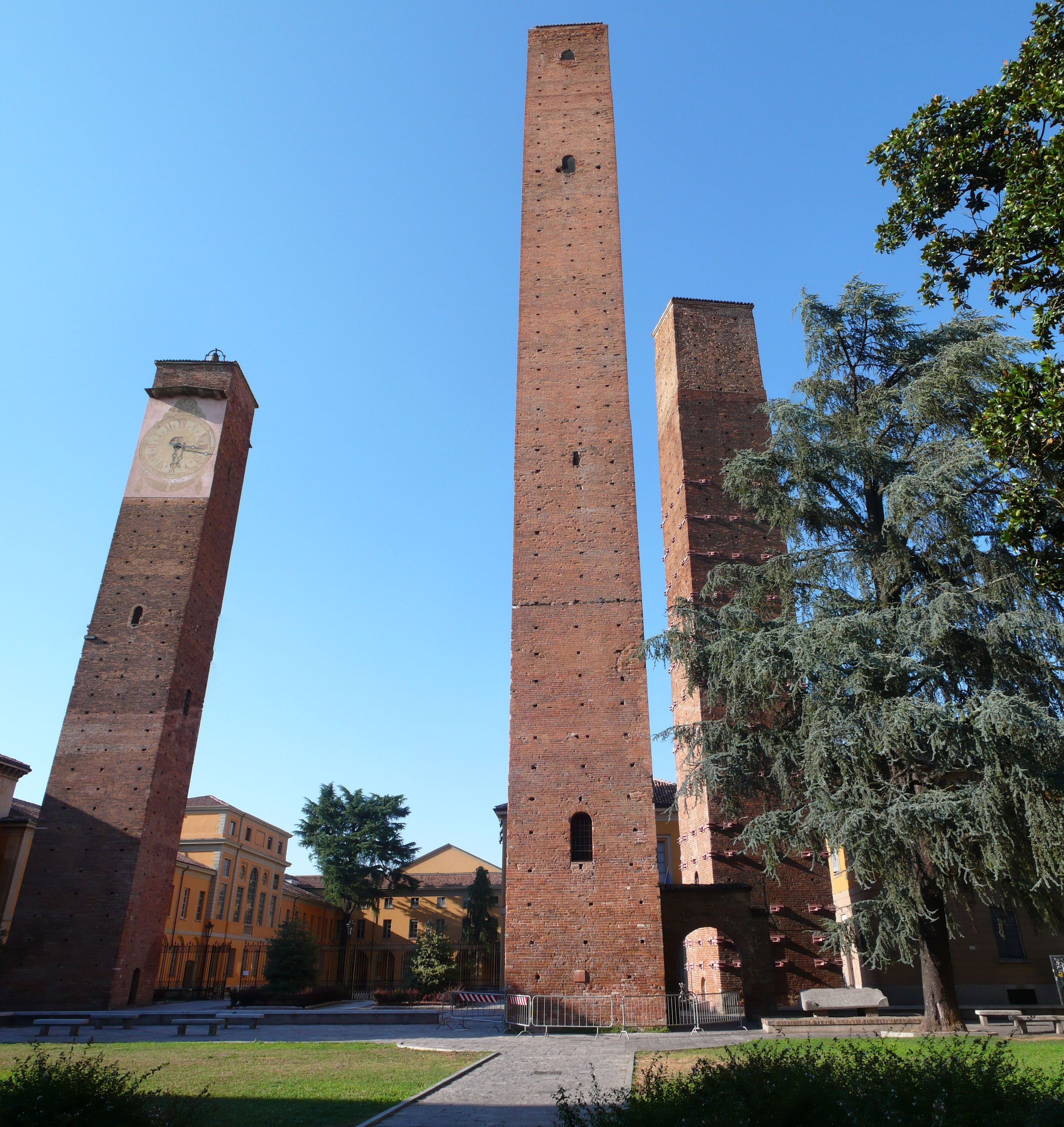
Die Türme in Pavia
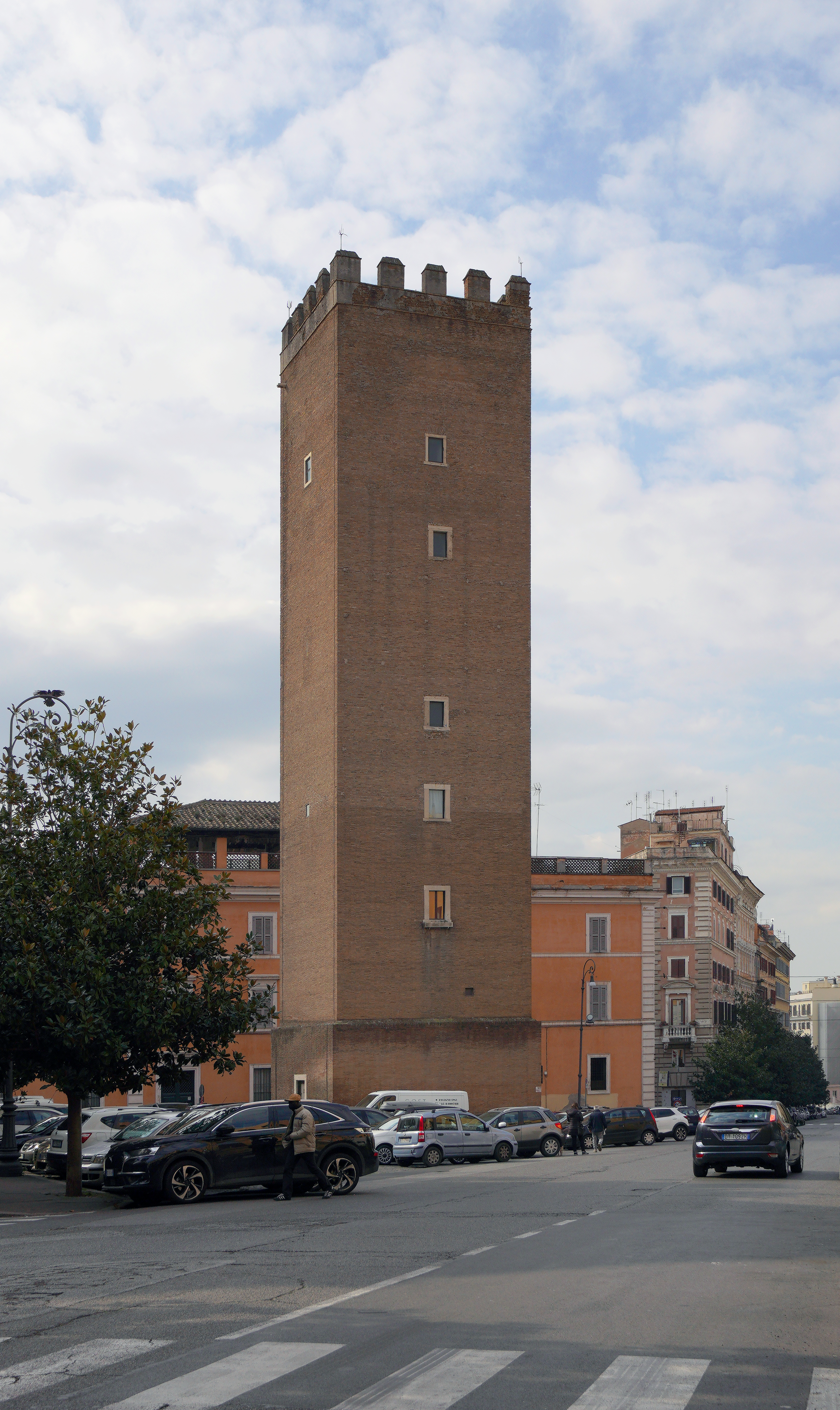
Torre dei Capocci, Rom
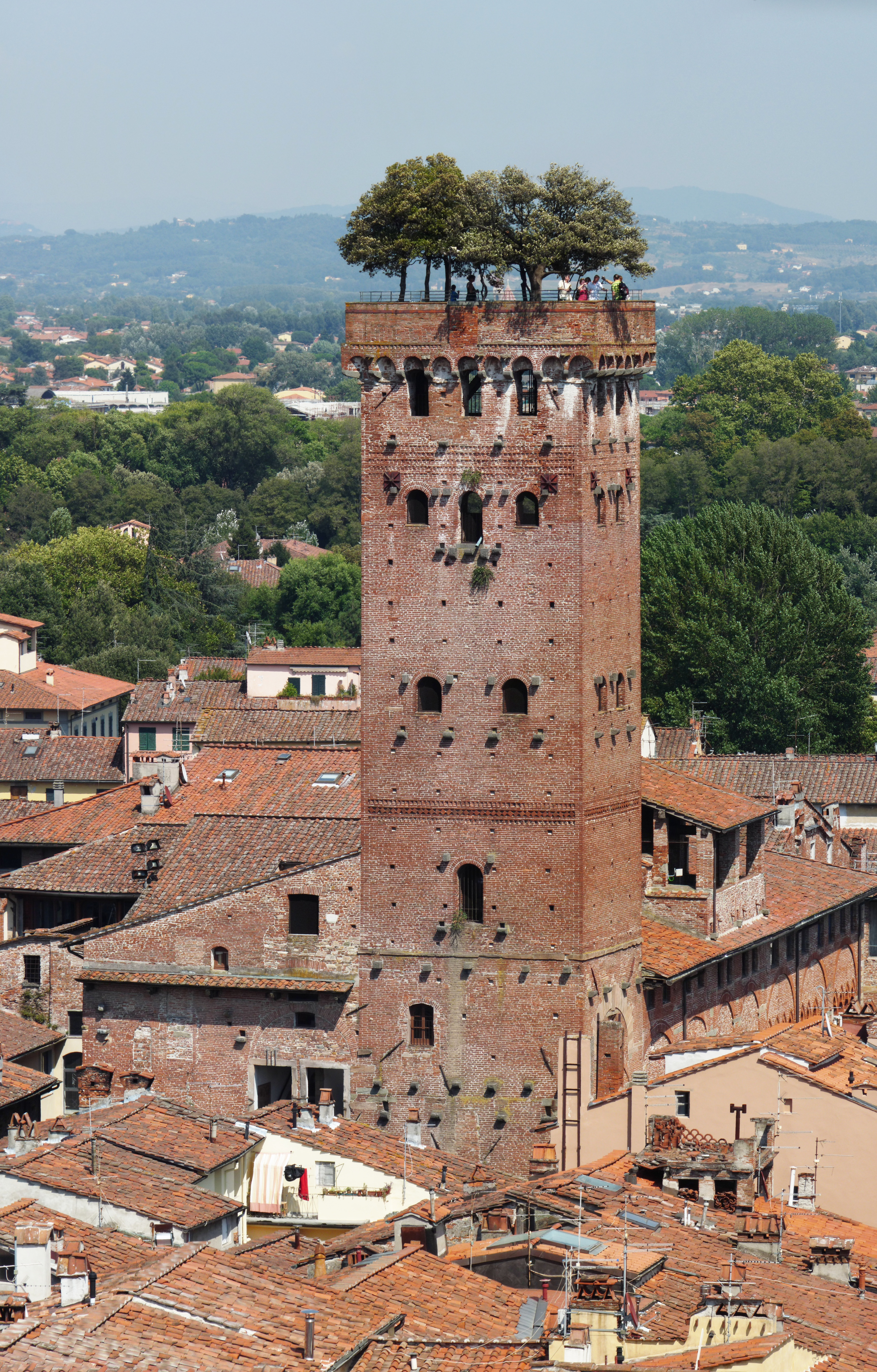
Guinigiturm, Lucca
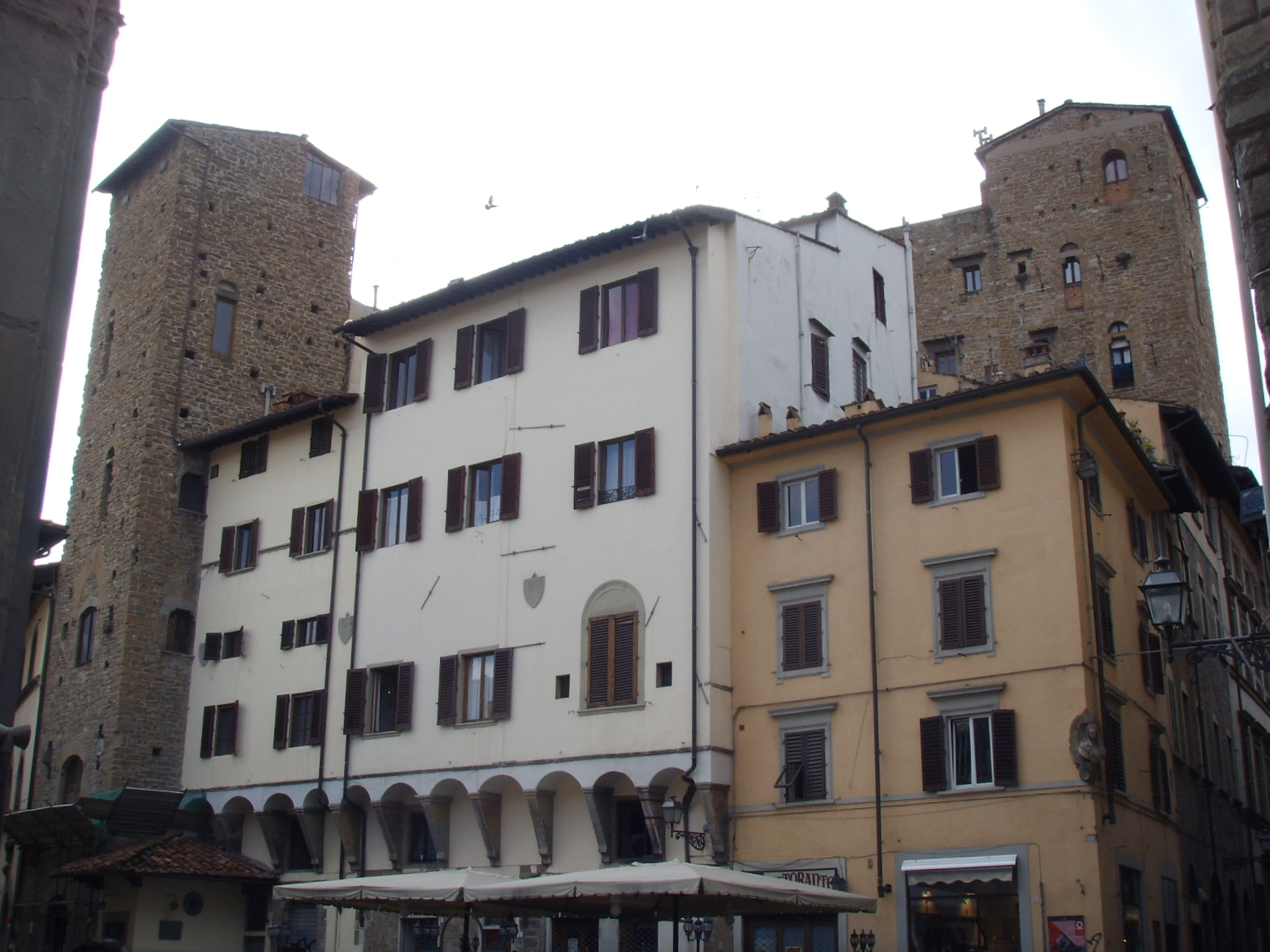
Türme am Corso Donati, Florenz
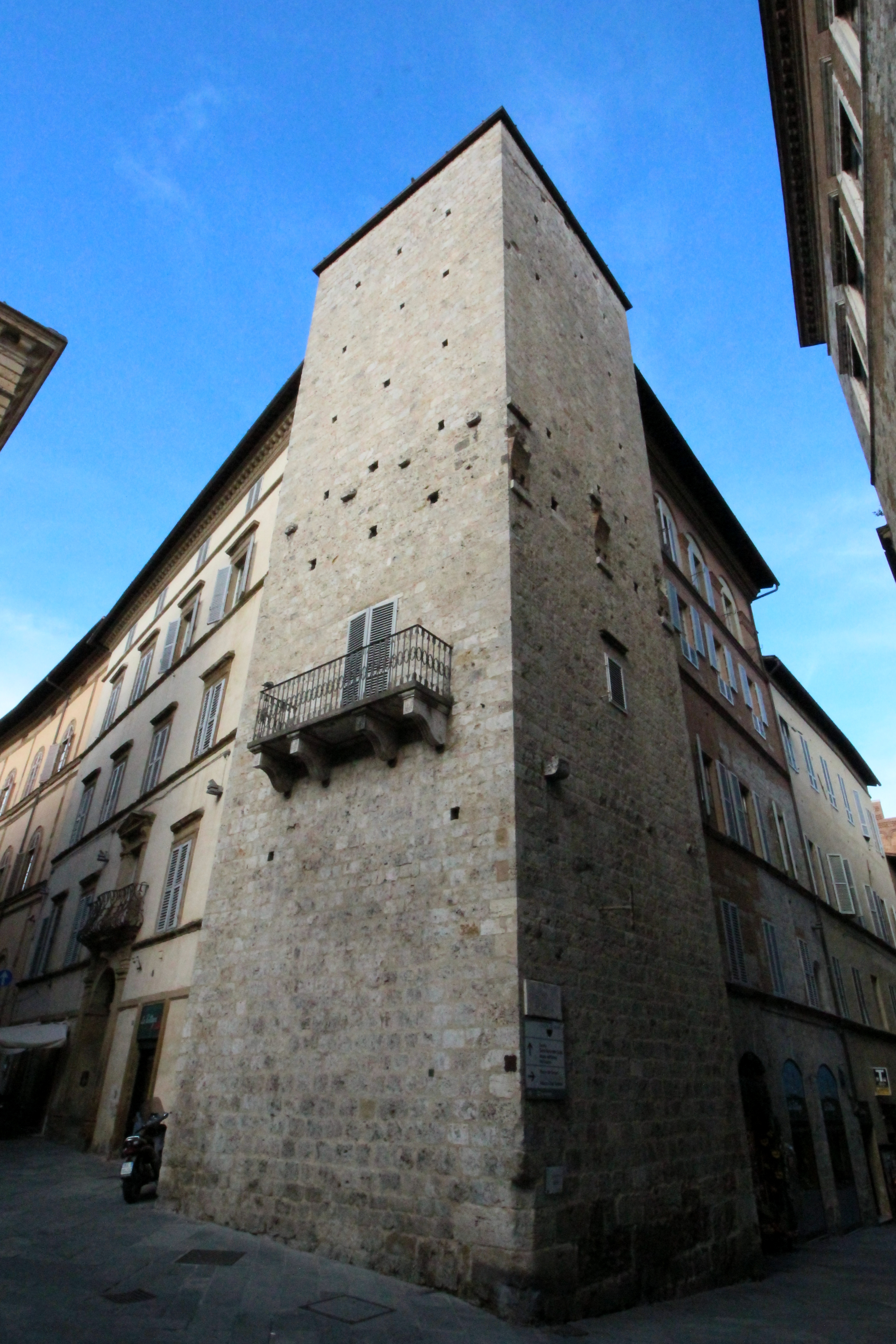
Torre Forteguerri, Siena
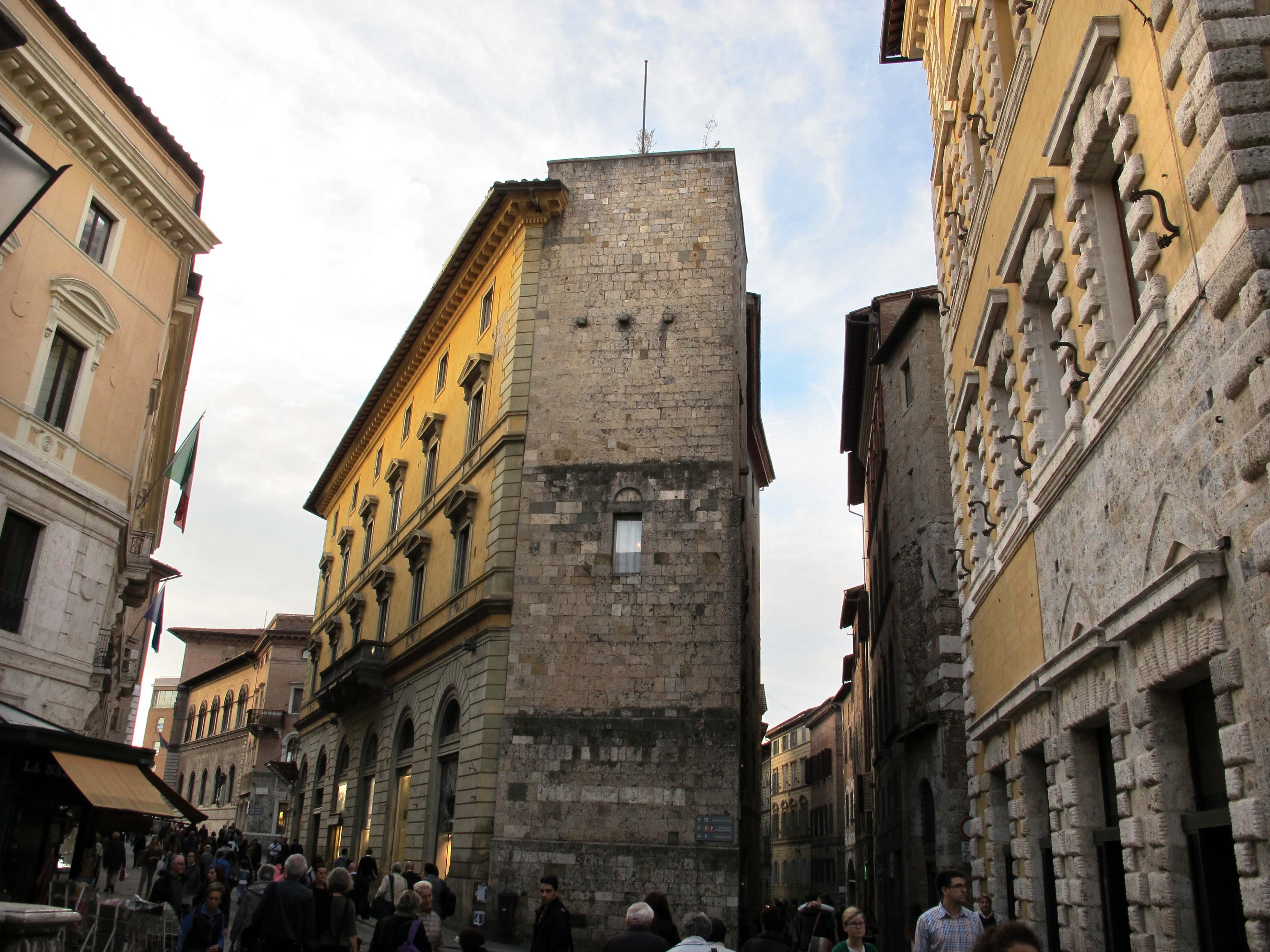
Turmstumpf in Siena

### Deutsche Städte
In Deutschland sind Geschlechtertürme und Reste davon noch in Regensburg anzutreffen. Dort hatte sich im 13. Jahrhundert das durch Handel wohlhabend gewordene reichsstädtische Regensburger Patriziat die Türme in Italien zum Vorbild genommen, um Reichtum, Weltgewandtheit, Einfluss und Bedeutung nach außen hin zu präsentieren. Bis auf wenige Ausnahmen (Goldener Turm, Baumburger Turm), wurden auch in Regensburg viele Türme (Bräunelturm, Kappelmayerturm, Kastenmayerturm, Zanthausturm) später meist bis auf Firsthöhe gekappt. In Esslingen am Neckar hat sich ein dreistöckiger Geschlechterturm als gut erkennbarer Kern des später vergrößerten Gebäudes Hafenmarkt 9 erhalten, das heute Stadtmuseum ist.
Von den um 1430 in Nürnberg existierenden 65 Geschlechtertürmen ist lediglich das Nassauer Haus noch erhalten. Dieser später aufgestockte Bau aus dem 13. Jahrhundert ist – anders als die schlanken Wehrtürme in italienischen Städten – groß genug, um bewohnt zu werden, er verfügte – wie die meisten anderen deutschen Geschlechtertürme – auch über Fenster; Handelsgut konnte hier ebenfalls in größeren Mengen sicher gelagert werden. Diese Doppelfunktion als Statussymbol und Nutzbau unterscheidet die deutschen von den älteren italienischen Türmen. Allerdings finden sich in Handelsstädten wie Florenz ebenfalls bewohnbare Türme.

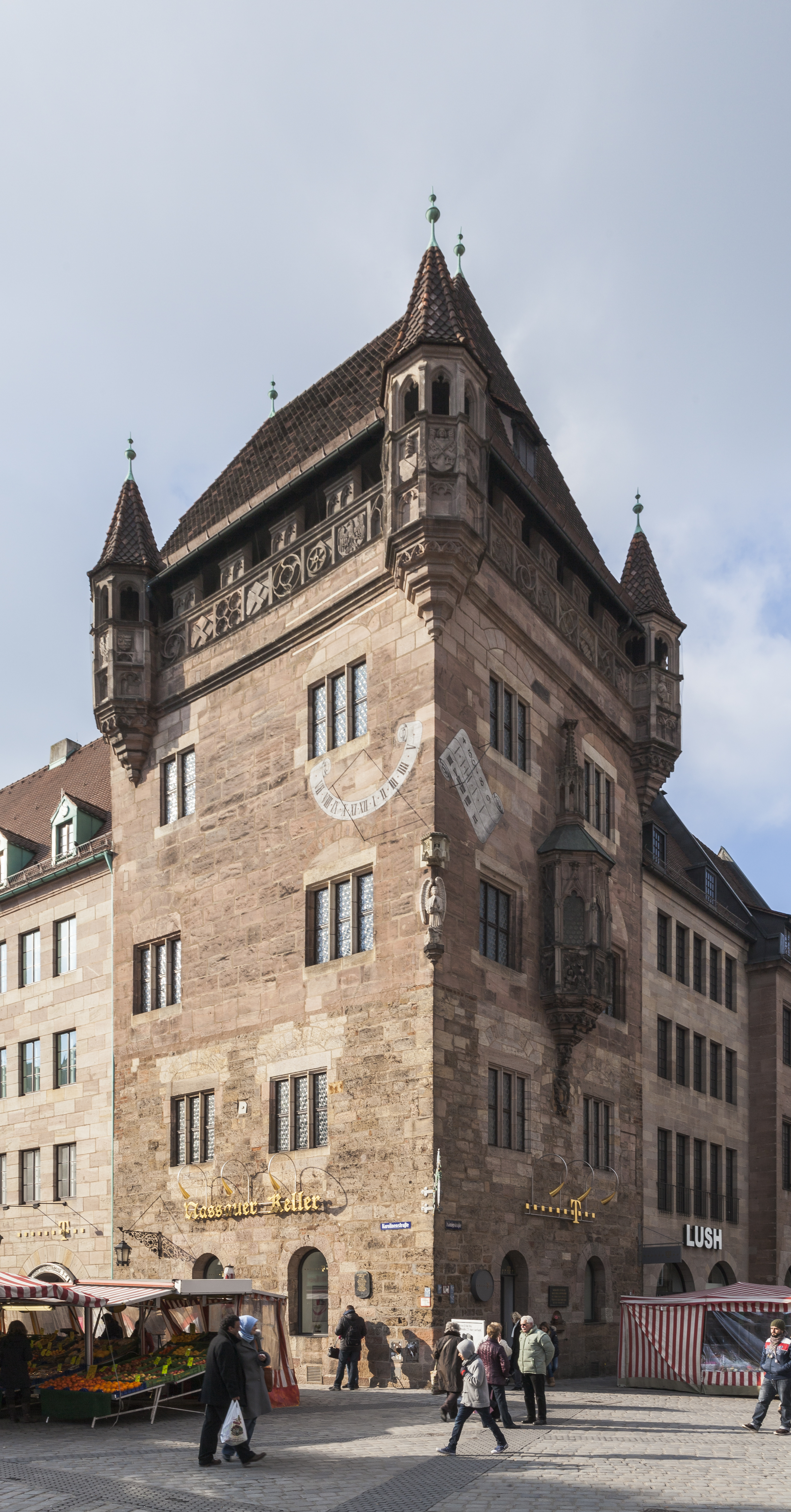
Nassauer Haus, Nürnberg
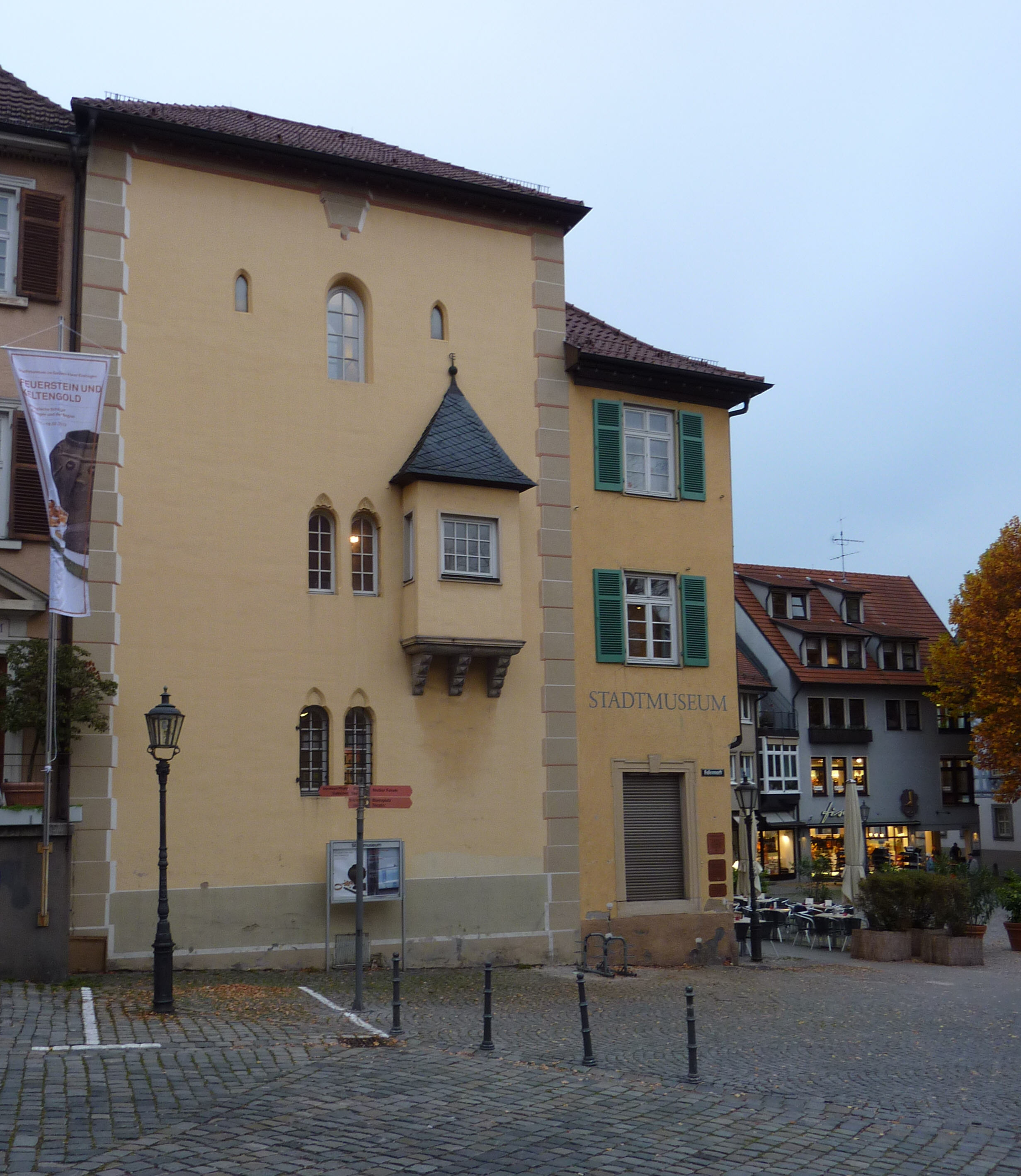
Gelbes Haus in Esslingen (Stadtmuseum)
Goldener Turm, Regensburg
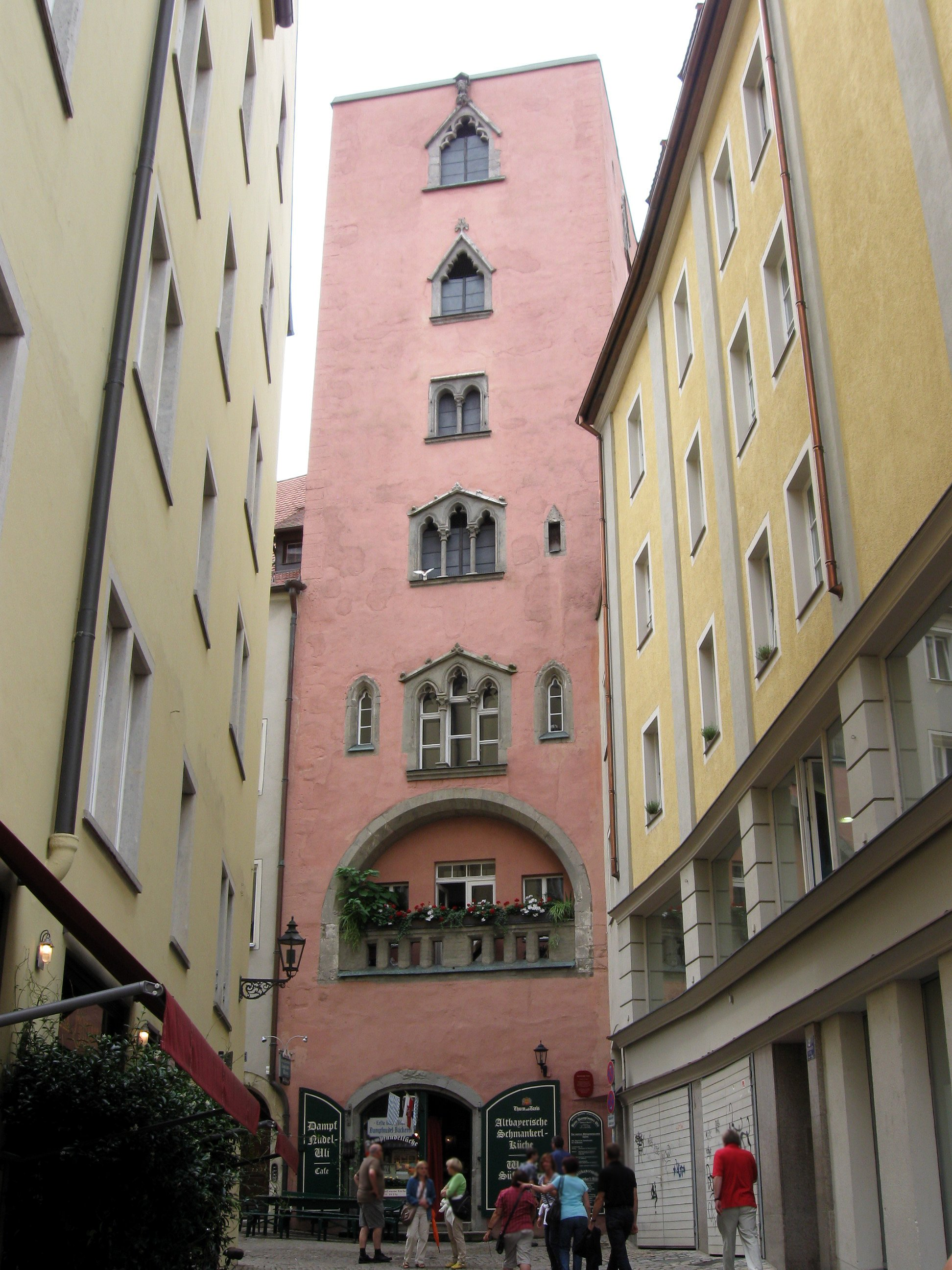
Baumburger Turm, Regensburg
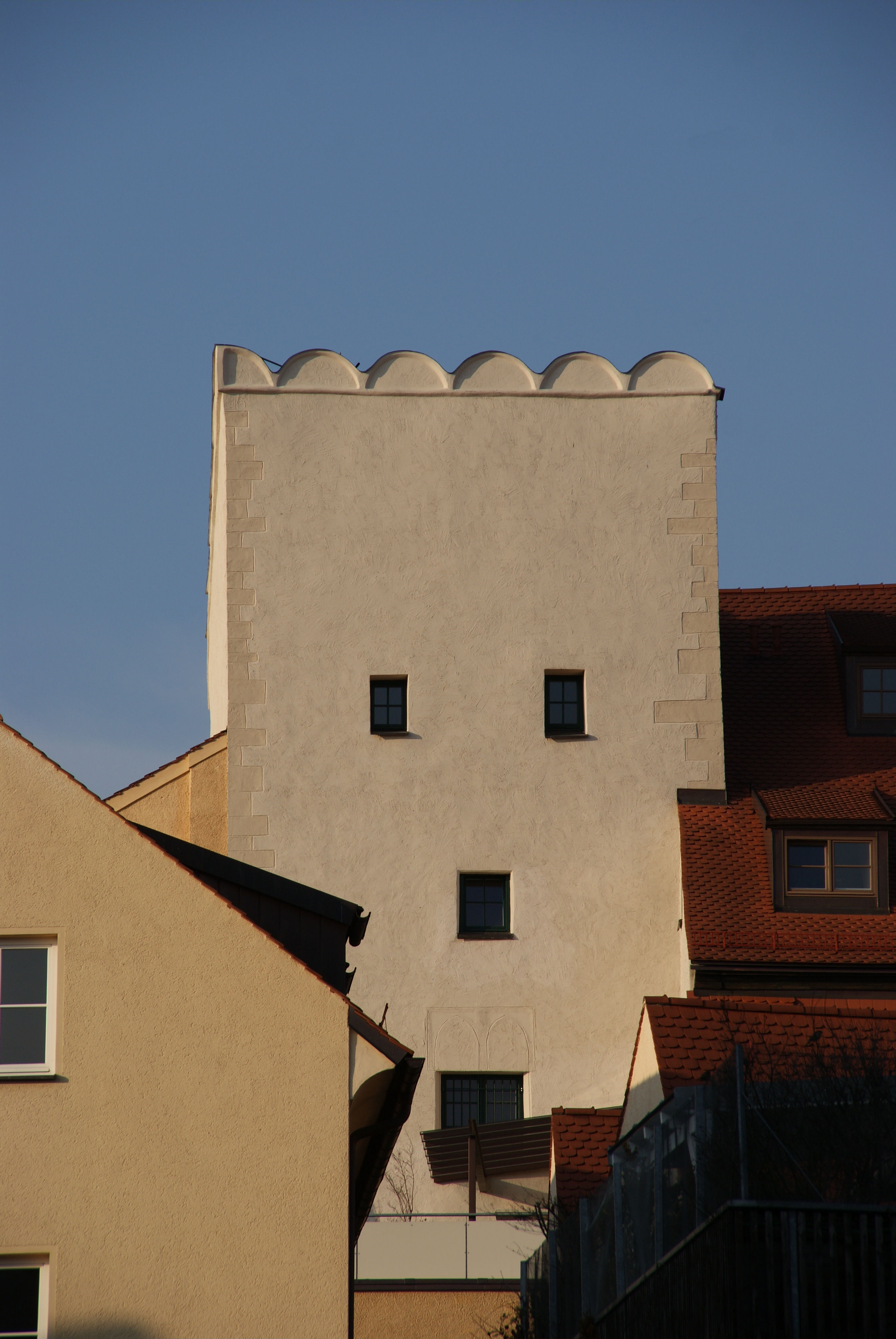
Zanthaus West-Turm (von Süden), Gesandtenstraße, Regensburg
Zanthaus West-Turm
Bräunelturm am Watmarkt, Regensburg